# Aichbichl (Tyrlaching)
Aichbichl ist ein Gemeindeteil der Gemeinde Tyrlaching im oberbayerischen Landkreis Altötting.
Die Einöde liegt etwa zwei Kilometer nordöstlich des Hauptortes auf freier Flur und ist überwiegend landwirtschaftlich geprägt.

## Geschichte
Der Ort wurde 1300 urkundlich bezeichnet als „Aich“, 1427 als „Aichpüchlär“. Der Name des Ortes leitet sich von Eichenbichl ab (althochdeutsch: buhil, kleiner Hügel, Anhöhe) und bezeichnet also einen mit Eichen bewachsenen Hügel.
Das bayerische Urkataster zeigt Aichbichl in den 1810er Jahren als Einzelhof mit einem Brunnen im Norden und einem Himmelsteich im Süden. Der Teich ist heute verlandet, der Hof um drei Wirtschaftsgebäude erweitert.